# Бути братом
«Бути братом» — радянський двосерійний телефільм 1976 року, знятий режисером Григорієм Липшицем на Кіностудії ім. О. Довженка.

## Сюжет
Про робітників, чия доля нерозривно пов'язана із заводом та проблемами заводського життя.

## У ролях
- Всеволод Сафонов — Павло Лобанов
- Ельза Леждей — Ольга Андріївна
- Владлен Бірюков — Микола Коваль
- Анатолій Азо — Віктор Коваленко
- Станіслав Бородокін — Костянтин Лобанов
- Клара Абашина — Клавдія Петрівна
- Петро Любешкін — Іван Никифорович
- Ірина Шевчук — Сашко
- Юрій Мажуга — Борис Петрович Павлиш
- Ольга Матешко — Марійка
- Юля Анісімова — Ліда
- Олександр Даруга — Федя
- Геннадій Болотов — лікар
- Сергій Вальтман — епізод
- В. Мошков — епізод
- Віктор Демерташ — робітник
- Віктор Маляревич — Сергій
- В. Панафідін — Дмитро
- Анатолій Соколовський — робітник
- Володимир Цесляк — директор заводу
- Юрій Сорокін — парторг цеху
- Ганна Шатілова — диктор телебачення
- Георгій Кузьменко — робітник

## Знімальна група
- Режисер — Григорій Липшиць
- Сценаристи — Валентина Колемиш, Вадим Співак
- Оператор — Наум Слуцький
- Асистенти режисера: Т.Каширина, А.Затуловський
- Асистент оператора: Володимир Довгальов
- Композитор — Юрій Шамо
- Художник — Едуард Шейкін